# Дубовская, Ольга Александровна
Ольга Александровна Дубовская (бел. Вольга Аляксандраўна Дубоўская; род. 9 октября 1983, Большие Шиловичи, Гродненская область), в девичестве Салевич (бел. Салевіч) — белорусская легкоатлетка, специалистка по бегу на длинные дистанции и марафону. Выступала в статусе элитной спортсменки в 2000-х и 2010-х годах, победительница и призёрка ряда крупных международных соревнований, участница летних Олимпийских игр в Лондоне. Мастер спорта Республики Беларусь международного класса.

## Биография
Ольга Салевич родилась 9 октября 1983 года в посёлке Великие Шиловичи Слонимского района Гродненской области Белорусской ССР.
Выпускница Гродненского государственного университета (2010).
Как спортсменка впервые заявила о себе в 2006 году, когда на чемпионате Белоруссии в Бресте выиграла серебряную медаль в беге на 5000 метров, уступив в финале только Анастасии Старовойтовой.
В 2007 году стала победительницей и призёркой нескольких международных стартов, преимущественно на территории Польши.
В 2008 году одержала победу на чемпионате Белоруссии в беге на 10 000 метров, тогда как на дистанции 5000 метров показала пятый результат. В том же сезоне дебютировала в марафонской дисциплине — на Марафоне Солидарности в Гданьске с результатом 2:45:38 финишировала второй.
В 2009 году была второй на марафонах в Дембно (2:37:50) и Брегенце (2:39:22), выиграла полумарафоны в Корыцине и Санкт-Антоне.
В 2010 году победила на Мюнстерском марафоне (2:34:58).
В 2011 году финишировала пятой на Дюссельдорфском марафоне (2:35:25) и тринадцатой на Франкфуртском марафоне (2:31:59).
На Дюссельдорфском марафоне 2012 года пришла к финишу четвёртой, установив при этом свой личный рекорд — 2:28:08. Выполнив с большим запасом олимпийский квалификационный норматив (2:37:00), удостоилась права защищать честь страны на летних Олимпийских играх в Лондоне — здесь в программе женского марафона показала время 2:39:12 и расположилась в итоговом протоколе соревнований на 77-й строке.
В 2013 году стартовала на Лондонском марафоне, стала седьмой на марафоне в Джакарте (2:57:25). На Кубке Европы по бегу на 10 000 метров в Правеце взяла бронзу в командном зачёте.
В 2014 году помимо прочего была седьмой на Бейрутском марафоне (2:45:53).
После достаточно длительного перерыва в 2017 году возобновила спортивную карьеру. Заняла 11-е место на Гонконгском марафоне (2:40:39), стала второй на Эдинбургском марафоне (2:43:40).